# Jesse Eisenberg
Jesse Adam Eisenberg (New York, 5 ottobre 1983) è un attore statunitense.
Inizia la sua carriera nel 1996 come sostituto a Broadway, ma il suo debutto come attore avviene nel 1999 in un telefilm della Fox, Get Real. Appare successivamente in veste di personaggio minore o secondario in film come Roger Dodger (2002), Il club degli imperatori (2002), Il calamaro e la balena (2005) e The Education of Charlie Banks (2007), ma è specialmente ricordato per i suoi ruoli da protagonista di James Brennan in Adventureland (2009), Columbus in Benvenuti a Zombieland (2009) e Zombieland - Doppio colpo (2019), Mark Zuckerberg, cofondatore e amministratore delegato di Facebook, in The Social Network (2010) e Mike Howell in American Ultra (2015).
Grazie alla sua interpretazione in The Social Network, Eisenberg riceve nel 2011 una nomination come miglior attore agli Oscar, ai Golden Globe e ai BAFTA. Negli anni seguenti lo si vede lavorare sia come doppiatore del pappagallo Blu nei film Rio (2011) e Rio 2 - Missione Amazzonia (2014), sia a partecipare a blockbuster come Now You See Me - I maghi del crimine (2013) e al sequel Now You See Me 2 (2016) o indie come Il sosia - The Double (2013). Nel 2016 esce il film Batman v Superman: Dawn of Justice, in cui Eisenberg interpreta l'antagonista principale, Lex Luthor.

## Biografia
Jesse Eisenberg nasce il 5 ottobre 1983 nel Queens, New York, in una famiglia ebraica che ha origine in Polonia e in Ucraina. È figlio di Barry e Amy Eisenberg, il primo che gestiva dapprima un ospedale per poi diventare un professore universitario e la seconda che lavora come clown alle feste per bambini. Ha due sorelle, Kerri e Hallie Kate, quest'ultima a sua volta attrice. Cresce però a East Brunswick, nel New Jersey, dove frequenta diverse scuole: la East Brunswick Public Schools di Frost School, la Hammarskjold Middle School, la Churchill Junior High School e infine la East Brunswick High School.
Lotta per adattarsi a scuola e inizia a recitare in teatro all'età di dieci anni, affermando che «Quando si recita in un ruolo mi sento più tranquillo perché c'è un modo preciso di come doversi comportare». Mentre inizialmente rifiuta l'iscrizione alla New York University nonostante la sua richiesta sia stata accettata al fine di completare il film Roger Dodger, dal 2003 comincia a frequentare – a ritmo intermittente per conciliare sia gli studi che il suo doppio lavoro da attore e da impiegato – la New School University a New York e a studiare arti liberali e antropologia, focalizzandosi su Pluralismo Democratico e Liberale.

## Carriera

### Gli esordi
Eisenberg fa il suo debutto a Broadway nel 1996 in Summer and Smoke come sostituto. Il suo debutto sul piccolo schermo avviene nel 1999 con la serie televisiva intitolata Get Real, inedita in Italia, che viene annullata nel 2000. Nel 2001 appare in uno spot pubblicitario della Dr Pepper e nel film per la TV Temporale perfetto. È premiato al San Diego Film Festival per il suo ruolo in Roger Dodger (2002); nello stesso anno esce Il club degli imperatori. Entrambi i film ricevono molti consensi dalla critica.
Dopo una piccola parte nel film The Village (2004), nel 2005 recita nell'apprezzato film indipendente Il calamaro e la balena e lavora nell'horror Cursed - Il maleficio di Wes Craven. Quest'ultimo è un flop commerciale e viene abbattuto dalla critica, ma riesce negli anni a conquistarsi il titolo di film cult tra i fan di Wes Craven, ottenendo più successo in occasione dell'uscita del DVD in versione non censurata. Nel 2007 è protagonista di The Education of Charlie Banks, debutto alla regia di Fred Durst, frontman dei Limp Bizkit. Sempre nel 2007 recita al fianco di Richard Gere e Terrence Howard in The Hunting Party, regia di Richard Shepard, dove interpreta un giornalista in missione in Bosnia.

### 2009-2010

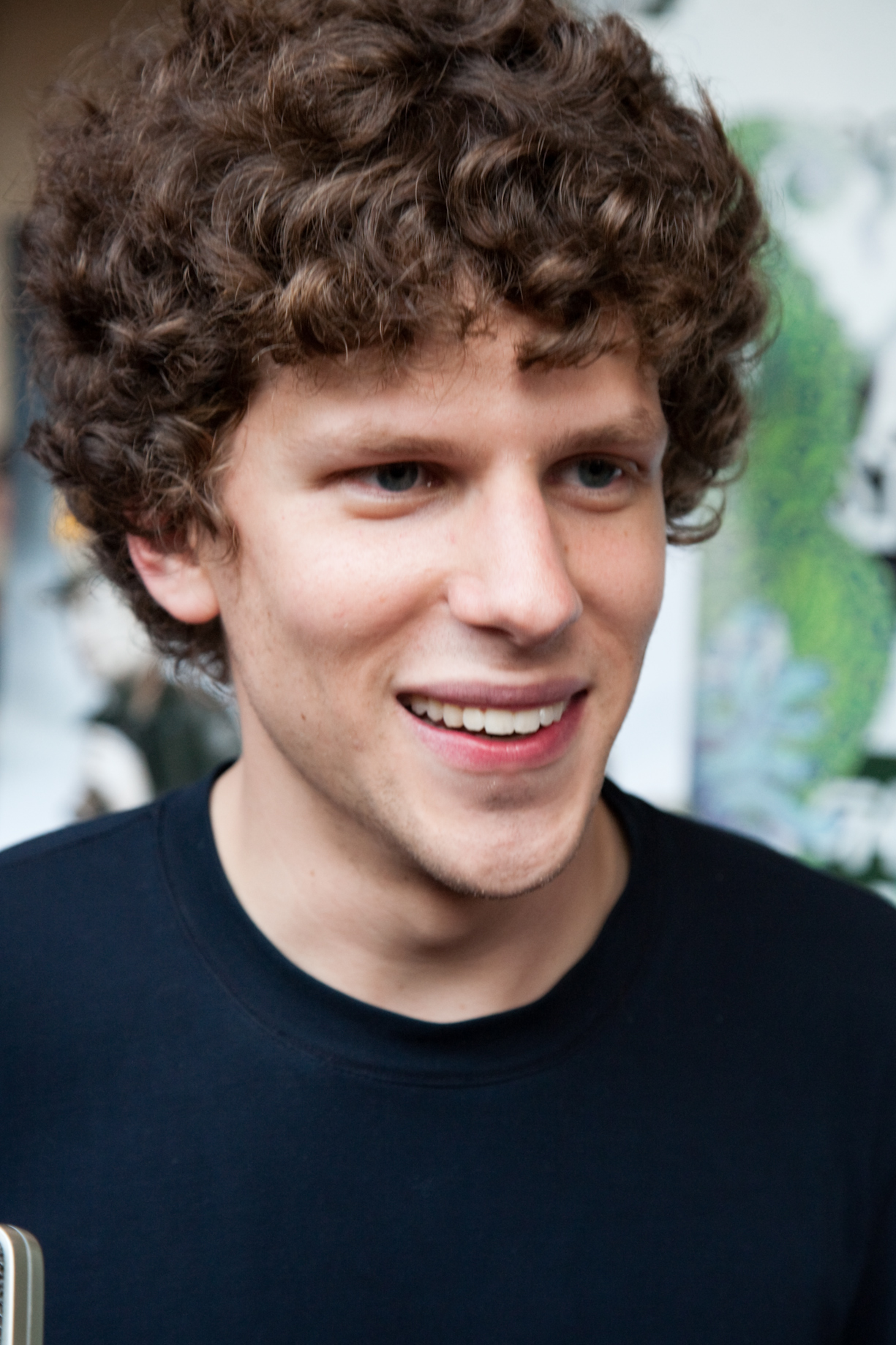
Jesse Eisenberg alla prima di Benvenuti a Zombieland (2009)

Nel 2009 ottiene il ruolo di protagonista in Adventureland, una commedia di Greg Mottola, dove Eisenberg recita insieme a Kristen Stewart e Ryan Reynolds. Il film viene girato in Kennywood Park, vicino a Pittsburgh, in Pennsylvania, ed è proiettato in anteprima al Sundance Film Festival. Un altro ruolo molto importante è quello di Columbus in Benvenuti a Zombieland, diretto da Ruben Fleischer; in questo film Eisenberg recita insieme a Woody Harrelson, Emma Stone e Abigail Breslin. In Italia il film viene distribuito direttamente in DVD a partire dal 6 ottobre 2010. Sempre nel 2009, recita insieme a Michael Douglas in Solitary Man, regia di Brian Koppelman e David Levien.
Il 25 gennaio dell'anno successivo esce negli Stati Uniti Holy Rollers, regia di Kevin Asch, in cui recita con la sorella Hallie Kate Eisenberg, mentre il 2 agosto Camp Hope, regia di George VanBuskirk. Presta inoltre la voce per l'audiolibro della saga The Curse Workers, di Holly Black, e dei romanzi Vota Larry e Il Vangelo secondo Larry, di Janet Tashjian.
Nel 2010 recita insieme a Andrew Garfield e Justin Timberlake in The Social Network, regia di David Fincher. In questo film ha il ruolo di Mark Zuckerberg, il fondatore di Facebook. È per questo film che comincia a essere notato sia negli Stati Uniti che internazionalmente: oltre che a essere nominato per diversi premi – tra cui spiccano il Golden Globe e i BAFTA – è proprio grazie all'interpretazione data per The Social Network che Eisenberg viene candidato agli Oscar 2011 come miglior attore, perdendo in favore di Colin Firth, che vince per la sua performance ne Il discorso del re. Il film tuttavia si aggiudica gli Oscar per la miglior sceneggiatura non originale, il miglior montaggio e la miglior colonna sonora originale. Il lavoro di Fincher viene ricevuto molto positivamente dalla critica americana. Peter Travers della rivista Rolling Stone definisce The Social Network «il film dell'anno».
Il 22 novembre 2010, Eisenberg è premiato, insieme a Whoopi Goldberg, Joycelyn Engle e Harvey Krueger, presso il Children at Heart Celebrity Dinner Gala and Fantasy Auction, a beneficio dei bambini di Černobyl'. Steven Spielberg è presidente della manifestazione ogni anno. Il 29 gennaio 2011, Eisenberg ospita la mostra fino a tarda notte al Saturday Night Live sulla NBC e viene raggiunto durante il suo monologo di apertura dal fondatore di Facebook, Mark Zuckerberg.

### 2011-2013
Nel 2011 doppia il pappagallo Blu nel film d'animazione Rio, diretto da Carlos Saldanha, e viene sostituito nella versione italiana da Fabio De Luigi. Registra inoltre l'audiolibro per il libro Datti una mossa, di Ned Vizzini, e viene messa in scena per la prima volta una delle sue opere teatrali, Asunción, in cui vi interpreta il protagonista. All'opera viene rimproverata la sua trama non particolarmente esplorata, ma è ben ricevuta dalla critica e vengono elogiati i dialoghi brillanti e la sua satira sulla gioventù di oggi.
Nel 2012 recita nella commedia drammatica Why Stop Now nel ruolo del figlio pianista di una donna tossicodipedente interpretata da Melissa Leo. Sempre nel 2012, ha un ruolo nel film Free Samples e viene scelto da Woody Allen per recitare nel suo film To Rome with Love, che apre il Los Angeles Film Festival.
Nel 2013 viene acclamato per la sua performance nello spettacolo off-Broadway The Revisionist, un'altra opera teatrale sempre scritta da lui, partecipa al film He's Way More Famous Than You, regia di Michael Urie, e recita insieme a Mark Ruffalo, Woody Harrelson e Isla Fisher nel film Now You See Me. Quest'ultimo riceve recensioni contrastanti tra loro: su Rotten Tomatoes viene definito "fresco" dal 50% dei critici, ma è tuttavia un successo al botteghino e la Lionsgate annuncia nel 2014 la produzione di un sequel, per il quale Eisenberg conferma il suo ritorno.

### 2014-2016

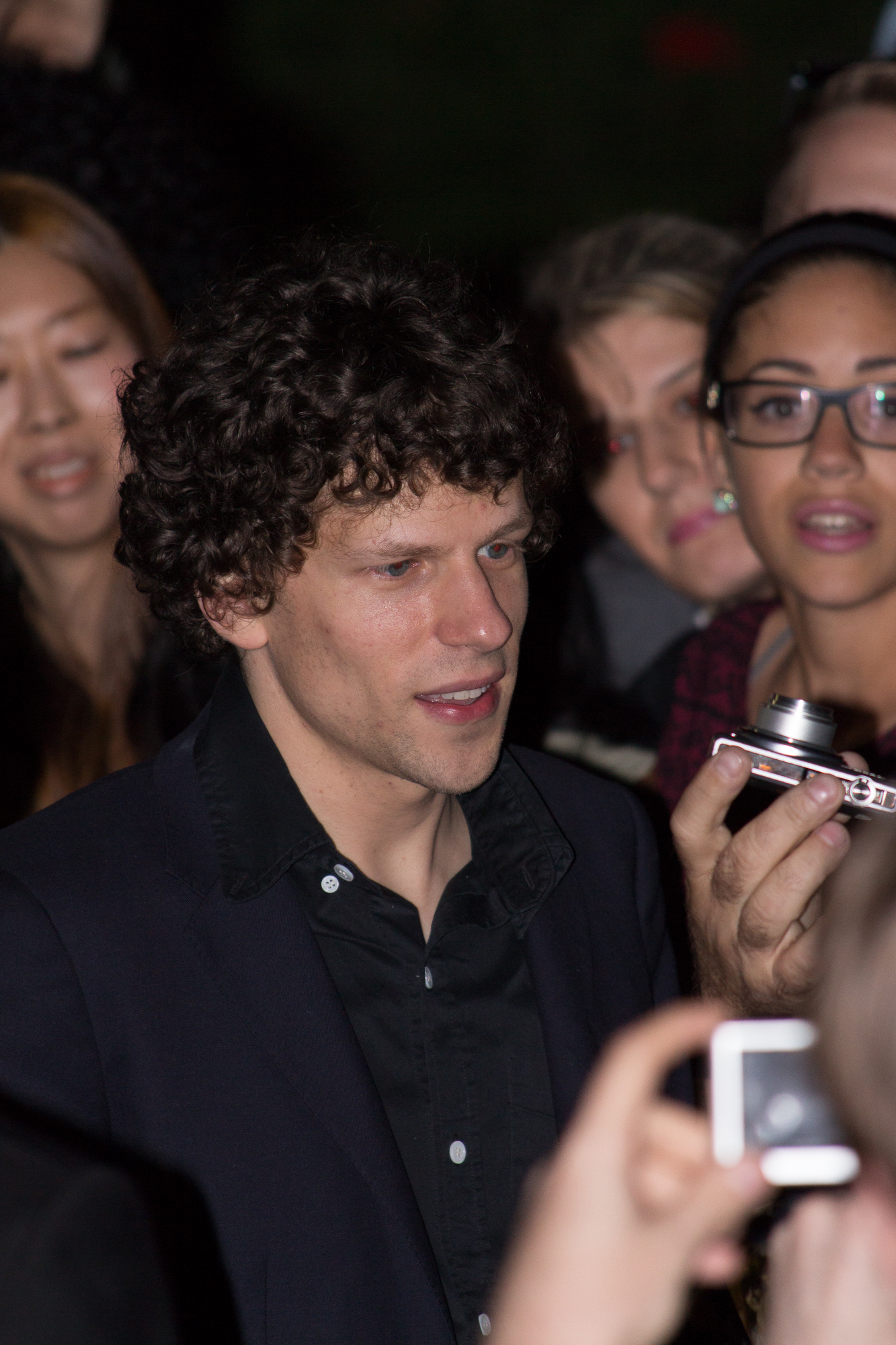
Jesse Eisenberg al Toronto International Film Festival 2013

Durante la settantesima edizione della Mostra internazionale d'arte cinematografica di Venezia viene proiettato in anteprima mondiale Night Moves, con Dakota Fanning, mentre durante la trentottesima edizione del Toronto International Film Festival viene presentato per la prima volta il film Il sosia - The Double, in cui recita con Mia Wasikowska. Compare poi come guest-star nel dodicesimo episodio della quinta stagione della serie TV Modern Family, trasmesso negli Stati Uniti il 15 gennaio 2014, e ritorna a prestare la propria voce al pappagallo Blu nel film Rio 2 - Missione Amazzonia, distribuito nei cinema internazionali il 20 marzo. Le recensioni critiche affermano che non sia un degno sequel del suo predecessore, ma si rivela comunque un successo al botteghino ed è inferiore solo al cinecomic Captain America: The Winter Soldier in termini di soldi incassati al box-office durante la sua permanenza nelle sale americane.
Nel 2015 partecipa ai film American Ultra, con Kristen Stewart, e il film indipendente The End of the Tour, con Jason Segel. Quest'ultimo è basato sul romanzo Come diventare se stessi, trascrizione dell'intervista del giornalista David Lipsky allo scrittore David Foster Wallace e pubblicata dallo stesso Lipsky. Sebbene coinvolto in una controversia – la David Foster Wallace Literary Estate ha dichiarato che Wallace non avrebbe mai voluto che venisse fatta una biopic sulla sua vita – il film è proiettato per la prima volta durante la seconda notte del Sundance Film Festival ed è ricevuto molto positivamente dalla critica, che promuove specialmente la performance di Segel.
Dopo che la sua partecipazione al film viene annunciata il 31 gennaio 2014, nel 2016 veste i panni del villain Lex Luthor in Batman v Superman: Dawn of Justice, pellicola del DC Extended Universe (DCEU) che riceve recensioni negative e il ruolo gli ottiene un Razzie per il peggior attore non protagonista. Dopodiché recita nei film Café Society, sua seconda collaborazione con Woody Allen e terza con Kristen Stewart, Segreti di famiglia, con Gabriel Byrne e Isabelle Huppert, e Now You See Me 2, sequel che è tuttavia peggio ricevuto dalla critica e al botteghino rispetto al suo predecessore. Sempre nel 2016, fa il suo debutto da regista con la serie comedy Bream Gives Me Hiccups, basata sul suo primo libro, una raccolta di novelle e di recensioni umoristiche che ha scritto per la rivista McSweeney's Quarterly Concern; inizialmente annunciata da Amazon, la serie sarà disponibile su Netflix.

### Anni successivi (2017-)
Nel 2017 torna a interpretare Lex Luthor in una scena dopo i titoli di coda di Justice League, e nella successiva director's cut uscita nel 2021, Jesse avrebbe dovuto continuare a interpretare Lex Luthor in altri capitoli del franchise, ma la Warner Bros. non aveva intenzione di continuare il progetto originale del franchise pensato inizialmente da Zack Snyder, nemmeno dopo il successo della director's cut.

## Vita privata
Oltre all'inglese, sa parlare fluentemente il polacco ed è ebreo praticante. Suona la batteria fin da piccolo. Ha creato un sito di gioco di parole, OneUpMe, con l'aiuto di suo cugino Eric Fisher; il sito è stato lanciato per la prima volta all'inizio del 2007 ed è stato poi chiuso a metà 2008, quando Fisher andò a lavorare all'Apple, ma riprogettato e rilanciato nel 2010, quando Fisher cominciò a lavorare per Facebook e uscì il film The Social Network.
Eisenberg scrive spettacoli teatrali, articoli satirici e recensioni e adora andare in bicicletta. È interessato alla politica mondiale e ha viaggiato in Asia, nell'Europa dell'Est e nell'America Latina. Ha inoltre menzionato più volte di soffrire di una forma di disturbo ossessivo-compulsivo.
Nel 2013 si lascia dopo otto anni di relazione con Anna Strout, direttrice dell'organizzazione Urban Arts, e in seguito ha una storia dal 2013 al 2015 con l'attrice Mia Wasikowska, conosciuta sul set di The Double; nel 2015 ritorna con la precedente compagna Anna Strout. La coppia ha un figlio nato nel marzo 2017.

## Filmografia

### Attore

#### Cinema
- Roger Dodger, regia di Dylan Kidd (2002)
- Il club degli imperatori (The Emperor's Club), regia di Michael Hoffman (2002)
- The Village, regia di M. Night Shyamalan (2004)
- Il calamaro e la balena (The Squid and the Whale), regia di Noah Baumbach (2005)
- Cursed - Il maleficio (Cursed), regia di Wes Craven (2005)
- The Education of Charlie Banks, regia di Fred Durst (2007)
- The Living Wake, regia di Sol Tryon (2007)
- One Day Like Rain, regia di Paul Todisco (2007)
- The Hunting Party, regia di Richard Shepard (2007)
- Adventureland, regia di Greg Mottola (2009)
- Benvenuti a Zombieland (Zombieland), regia di Ruben Fleischer (2009)
- Solitary Man, regia di Brian Koppelman e David Levien (2009)
- Beyond All Boundaries, regia di David Briggs (2009) - cortometraggio
- Some Boys Don't Leave, regia di Maggie Kiley (2009) - cortometraggio
- Holy Rollers, regia di Kevin Asch (2010)
- Camp Hope, regia di George VanBuskirk (2010)
- The Social Network, regia di David Fincher (2010)
- 30 Minutes or Less, regia di Ruben Fleischer (2011)
- Why Stop Now, regia di Phil Dorling e Ron Nyswaner (2012)
- Free Samples, regia di Jay Gammill (2012)
- To Rome with Love, regia di Woody Allen (2012)
- Now You See Me - I maghi del crimine (Now You See Me), regia di Louis Leterrier (2013)
- He's Way More Famous Than You, regia di Michael Urie (2013)
- Night Moves, regia di Kelly Reichardt (2013)
- Il sosia - The Double (The Double), regia di Richard Ayoade (2013)
- The End of the Tour - Un viaggio con David Foster Wallace (The End of the Tour), regia di James Ponsoldt (2015)
- Segreti di famiglia (Louder Than Bombs), regia di Joachim Trier (2015)
- American Ultra, regia di Nima Nourizadeh (2015)
- Batman v Superman: Dawn of Justice, regia di Zack Snyder (2016) – Lex Luthor
- Café Society, regia di Woody Allen (2016)
- Now You See Me 2, regia di Jon M. Chu (2016)
- Justice League, regia di Zack Snyder (2017) – cameo non accreditato; Lex Luthor
- Operazione Hummingbird - È tutto appeso a un filo (The Hummingbird Project), regia di Kim Nguyen (2018)
- L'arte della difesa personale (The Art of Self-Defense), regia di Riley Stearns (2019)
- Zombieland - Doppio colpo (Zombieland: Double Tap), regia di Ruben Fleischer (2019)
- Vivarium, regia di Lorcan Finnegan (2019)
- Resistance - La voce del silenzio (Resistance), regia di Jonathan Jakubowicz (2020)
- Zack Snyder's Justice League, regia di Zack Snyder (2021) – cameo non accreditato; Lex Luthor
- Manodrome, regia di John Trengove (2023)
- Sasquatch Sunset, regia di Nathan e David Zellner (2024)
- A Real Pain, regia di Jesse Eisenberg (2024)
- L'illusione perfetta - Now You See Me: Now You Don't (Now You See Me: Now You Don't), regia di Ruben Fleischer (2025)

#### Televisione
- Get Real – serie TV, 22 episodi (1999-2000)
- Temporale perfetto (Lightning: Fire from the Sky) – film TV, regia di David Giancola (2001)
- The Newsroom – serie TV, episodio 1x01 (2012), cameo non accreditato
- Modern Family – serie TV, episodio 5x12 (2014)
- Fleishman a pezzi (Fleishman Is in Trouble) – miniserie TV, 8 puntate (2022)

### Doppiatore
- Rio, regia di Carlos Saldanha (2011)
- Rio 2 - Missione Amazzonia (Rio 2), regia di Carlos Saldanha (2014)

### Regista e sceneggiatore
- Quando avrai finito di salvare il mondo (When You Finish Saving the World) (2022)
- A Real Pain (2024)

## Teatro
- Summer and Smoke, regia di David Warren (1996) – sostituto
- Scarcity, regia di Jackson Gay (2007) – attore
- Asunción, regia di Kip Fagan (2011) – sceneggiatore e attore
- The Revisionist, regia di Kip Fagan (2013) – sceneggiatore e attore

## Audiolibri
- Il Vangelo secondo Larry (The Gospel According to Larry), scritto da Janet Tashjian (2004)
- Vota Larry (Vote for Larry), scritto da Janet Tashjian (2007)
- White Cat, scritto da Holly Black (2010)
- Red Glove, scritto da Holly Black (2011)
- Datti una mossa (Be More Chill), scritto da Ned Vizzini (2011)
- Black Heart, scritto da Holly Black (2012)

## Riconoscimenti
- Premio Oscar
  - 2011 – Candidatura per il miglior attore per The Social Network
  - 2025 – Candidatura per la miglior sceneggiatura originale per A Real Pain
- Golden Globe
  - 2011 – Candidatura per il miglior attore in un film drammatico per The Social Network
  - 2025 – Candidatura per il miglior attore in un film commedia o musicale per A Real Pain
  - 2025 – Candidatura per la miglior sceneggiatura per A Real Pain
- Premio BAFTA
  - 2010 – Candidatura per la miglior stella emergente per Benvenuti a Zombieland
  - 2011 – Candidatura per il miglior attore protagonista per The Social Network
  - 2025 – Miglior sceneggiatura originale per A Real Pain
- Boston Society of Film Critics
  - 2011 – Miglior attore per The Social Network
- Central Ohio Film Critics Association Awards
  - 2011 – Candidatura per il miglior attore per The Social Network
  - 2011 – Candidatura per il miglior cast per The Social Network
- Chicago Film Critics Association
  - 2011 – Candidatura per il miglior attore per The Social Network
- Critics' Choice Movie Awards
  - 2005 – Candidatura per il miglior giovane interprete per Il calamaro e la balena
  - 2011 – Candidatura per il miglior attore per The Social Network
- Dallas-Fort Worth Film Critics Association
  - 2005 – Candidatura per il miglior attore non protagonista per Il calamaro e la balena
  - 2011 – Candidatura per il miglior attore per The Social Network
- Empire Awards
  - 2011 – Candidatura per il miglior attore per The Social Network
- Gotham Awards
  - 2003 – Candidatura per il miglior attore emergente per Roger Dodger
  - 2005 – Miglior cast per Il calamaro e la balena (condiviso con Jeff Daniels, Laura Linney, Owen Kline, William Baldwin e Anna Paquin)
  - 2009 – Candidatura per la miglior performance di gruppo per Adventureland
- Hollywood Film Festival
  - 2011 – Cast dell'anno per The Social Network
- Independent Spirit Awards
  - 2005 – Candidatura per il miglior attore non protagonista per Il calamaro e la balena
- Irish Film and Television Awards
  - 2011 – Miglior attore internazionale per The Social Network
- London Critics Circle Film Awards
  - 2011 – Candidatura per l'attore dell'anno per The Social Network
- MTV Movie Awards
  - 2010 – Candidatura per la performance più terrorizzante per Benvenuti a Zombieland
  - 2011 – Candidatura per la miglior performance maschile per The Social Network
  - 2011 – Candidatura per la miglior battuta per The Social Network
- National Board of Review of Motion Pictures
  - 2011 – Miglior attore per The Social Network
- National Movie Awards
  - 2011 – Candidatura per la performance dell'anno per The Social Network
- National Society of Film Critics
  - 2011 – Miglior attore per The Social Network
- Palm Springs International Film Festival
  - 2011 – Candidatura per la miglior performance di gruppo per The Social Network
- Phoenix Film Critics Society Awards
  - 2010 – Candidatura per il miglior attore per The Social Network
  - 2010 – Miglior cast per The Social Network
- Razzie Awards
  - 2016 – Peggior attore non protagonista per Batman v Superman: Dawn of Justice
- San Diego Film Critics Society Awards
  - 2011 – Candidatura per il miglior attore per The Social Network
  - 2011 – Candidatura per il miglior cast per The Social Network
- Satellite Awards
  - 2011 – Candidatura per il miglior attore in un film drammatico per The Social Network
- Scream Awards
  - 2010 – Miglior cast per Benvenuti a Zombieland (condiviso con Emma Stone, Woody Harrelson e Abigail Breslin)
- Screen Actors Guild Awards
  - 2011 – Candidatura per il miglior attore cinematografico per The Social Network
  - 2011 – Candidatura per il miglior cast cinematografico per The Social Network
- St. Louis Gateway Film Critics Association
  - 2010 – Candidatura per il miglior attore per The Social Network
- Teen Choice Awards
  - 2010 – Candidatura per il miglior attore breakout per Adventureland e Benvenuti a Zombieland
  - 2011 – Candidatura per il miglior attore in un film drammatico per The Social Network
- Vancouver Film Critics Circle
  - 2011 – Candidatura per il miglior attore per The Social Network
- Washington D.C. Area Film Critics Association
  - 2011 – Candidatura per il miglior attore per The Social Network
  - 2011 – Candidatura per il miglior performance di gruppo per The Social Network
- Young Artist Awards
  - 1999 – Candidatura per la miglior performance in una serie TV – Giovane cast per Get Real

## Doppiatori italiani
Nelle versioni in italiano delle opere in cui ha recitato, Jesse Eisenberg è stato doppiato da:
- Davide Perino ne Il club degli imperatori, Cursed - Il maleficio, Benvenuti a Zombieland, Solitary Man, Modern Family, The Social Network, To Rome with Love, Now You See Me - I maghi del crimine, The End of the Tour - Un viaggio con David Foster Wallace, American Ultra, Batman v Superman: Dawn of Justice, Café Society, Now You See Me 2, Justice League, L'arte della difesa personale, Zombieland - Doppio colpo, Vivarium, Resistance - La voce del silenzio, Zack Snyder's Justice League, Fleishman a pezzi, Manodrome, A Real Pain
- Daniele Raffaeli ne Il sosia - The Double, Operazione Hummingbird - È tutto appeso a un filo
- Daniele Natali in Temporale perfetto
- Luigi Morville in The Village
- David Chevalier ne Il calamaro e la balena
- Emiliano Coltorti in The Hunting Party
- Gabriele Lopez in Adventureland
- Marco Vivio in 30 Minutes or Less
- Alessandro Campaiola in Segreti di famiglia

Da doppiatore è sostituito da
- Fabio De Luigi in Rio e Rio 2 - Missione Amazzonia